# Pantelei Kiselov
Pantelei Kiselov (în bulgară Пантелей Киселов) (n. 23 octombrie 1863, Sviștov, Imperiul Otoman – d. 14 octombrie 1927, Sofia, Bulgaria) a fost unul dintre generalii armatei Bulgariei din Primul Război Mondial.
A îndeplinit funcția de comandant al Diviziei 4 Infanterie bulgară în campania acesteia din România, din anii 1916 și 1917. A rămas cunoscut în istoria Bulgariei ca „învingătorul de la Turtucaia”.

## Familia
Pantelei a fost cel de-al treilea copil al familiei Gheorghi și Tomița Kiselov. A avut trei frați - Simeon, Ilia și Anghel și două surori - Elena și Eudikia. Gheorghi Kiselov era un comerciant înstărit care și-a dorit ca și copii săi să îi urmeze în conducerea afacerilor familiei, motiv pentru care s-a preocupat în mod deosebit pentru educația acestora, înscriindu-i la școala locală din Sviștov și chiar angajând un pedagog personal pentru a le supraveghea progresele. Pantelei a dovedit aptitudini pentru învățarea limbilor străine, în special limba franceză.

## Cariera militară
În 1880 intră la Școala Militară de Ofițeri din Sofia, dovedindu-se a fi unul dintre cei mai buni studenți. La 30 iulie 1883 are loc ceremonia de absolvire a școlii în prezența prințului Alexander Batenberg, care le-a înmânat gradele de sublocotenent. După absolvire, Pantelei a fost repartizat Batalionul 15 Infanterie dislocat în orașul său natal, Sviștov.

### Războiul sârbo-bulgar (1885) și perioada următoare
După izbucnirea războiului sârbo-bulgar în 1885, locotenentul Kiselov a fost trimis în fruntea companiei sale să participe la apărarea Vidinului, unde a primit botezul focului. Orașul avea să fie repede încercuit de forțele sârbe superioare numeric, dar va rezista tuturor asalturilor, până la finalul războiului.
La 1 ianuarie 1888 Kiselov a fost înaintat la gradul de căpitan și numit comandant al unității de grăniceri din Sviștov. Aici a petrecut următoarea decadă a vieții sale, căsătorindu-se și având trei copii – Gheorghi, Aleksandr și Tatiana.
La 1 ianuarie 1899 este avansat la gradul de maior, fiind numit la comanda unui batalion de infanterie din Varna. În 1908 a fost rechemat de urgență la Sofia și numit comandant militar al orașului timp de câteva luni, după care a fost trimis de către Statul Major General bulgar la un stagiu de pregătire în Franța. Aici a petrecut un an servind în Regimentul 82 Infanterie dislocat în orașul Montjoi.
După întoarcerea în Bulgaria, a fost înaintat la gradul de colonel și numit comandant al Regimentului 5 Infanterie dislocat la Ruse. În ajunul declanșării Primului Război Balcanic a fost mutat din nou la Varna în calitate de comandant al Regimentului 8 Infanterie.

### Războaiele balcanice (1912-1913)

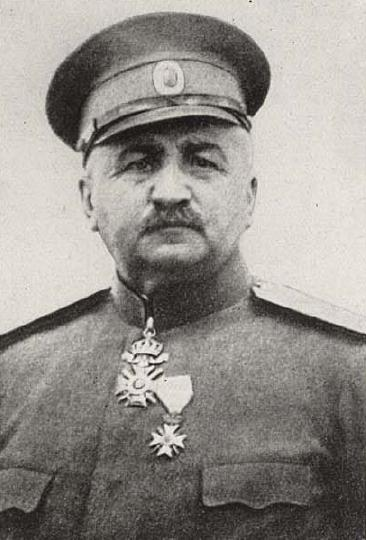
Generalul Kiselov, 1916

La 7 septembrie 1912, țarul Bulgariei Ferdinand a declarat mobilizarea generală a armatei. Regimentul 8 Infanterie a terminat mobilizarea în șase zile, având un efectiv de război de 70 ofițeri, 4 funcționari și 4.716 trupă, grupați în patru batalioane. În afară de armamentul individual, regimentul mai dispunea de 4 mitraliere. Pe 4 octombrie, regimentul a părăsit Varna, îndreptându-se spre raionul de concentrare al Diviziei 4 Infanterie „Preslav” din a cărei organică făcea parte. Divizia 4 era subordonată Armatei 3 bulgare comandată de generalul Radko Dimitriev, cu obiectivul de a ataca fortăreața Kirk Kilisse. Regimentul colonelului Kiselov a fost parte a avangardei diviziei pe timpul înaintării pe teritoriul Imperiului Otoman, fiind angajat imediat în lupte grele în împrejurimile satului Seliolu.
Forțele bulgare au reușit să înfrângă trupele otomane în bătălia de la Kirk Kilisse dar nu au continuat imediat urmărirea acestora, fapt care a permis otomanilor să organizeze o nouă linie defensivă mai la sud, în jurul localității Lule Burgas. Colonelul Kiselov s-a făcut cunoscut prin exemplul personal și prin grija pentru menținerea unui moral ridicat în cele mai dificile momente ale luptei. Bătălia de la Lule Burgas s-a încheiat cu victoria bulgarilor dar armata bulgară a avut peste 20.000 de victime, fapt care a determinat Înaltul Comandament bulgar să ordone trupelor trecerea în refacere pentru câteva zile. Ulterior Divizia 4 Infanterie a luptat pe linia Chataldzha, până la încheierea ostilităților.
În cel de-Al Doilea Război Balcanic Divizia 4 Infanterie, incluzând regimentul 8 Infanterie, a făcut parte din Armata 4 bulgară, care a înfruntat forțele sârbe la Vardar. După atacul bulgar lipsit de succes din Bătălia de la Bregalnica, Armata 4 s-a retras, ocupând poziții în jurul satului Kalimantsi. La 24 iunie 1913, colonelul Kiselov a fost numit comandant al ariergărzii Divizie 7 Infanterie care ocupa linia defensivă. Prin rezistența dârză a forțelor pe care le conducea a reușit să asigure retragerea în siguranță a Divizie 2 Infanterie pe o nouă linie de rezistență, fapt care a contribuit decisiv la obținerea de către bulgari a victoriei în  Bătălia de la Kalimantsi.
După război, Pantelei Kiselov a primit comanda Brigăzii 2 Infanterie din Divizia 4 Infanterie, pentru ca în aprilie 1914, să fie numit comandant al acestei divizii.

### Primul Război Mondial (1915-1918)

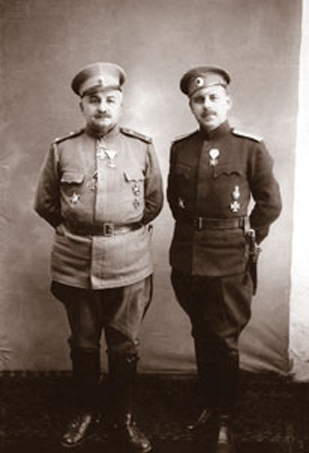
Generalul Kiselov după Bătălia de la Turtucaia

După intrarea Bulgariei în război de partea Puterilor Centrale, Divizia 4 Infanterie a fost inclusă în compunerea  Armatei 3, care avea misiunea de a asigura apărarea frontierei Dunării. La 1 septembrie 1916 Kiselov a fost înaintat la gradul de general-maior.
Divizia comandată de generalul Kiselov a avut misiunea importantă de a captura orașul fortificat Turtucaia  situat pe malul drept al Dunării. Trupele bulgare erau sprijinite și de un detașament german. La 5 septembrie generalul Kiselov a ordonat atacul liniei principale de apărare a orașului, reușind străpungerea acesteia după două zile de lupte înverșunate. Căderea liniei principale a fortificațiilor a lăsat trupele române care apărau orașul numai cu a doua linie de fortificații dar care nu era completă, ceea ce a determinat căderea orașului și predarea întregii garnizoane.
Bătălia de la Turtucaia s-a încheiat cu victoria decisivă a forțelor bulgaro-germane, fapt care avea să se dovedească de importanță vitală pentru întreaga campanie a anului 1916.  Forțele puterilor centrale au capturat: 480 ofițeri, 28,000 trupă și 120 piese de artilerie, de la forțele române
După această bătălie Armata 3 bulgară a continuat ofensiva pe teritoriul României. Generalul Kiselov a luat parte în fruntea Diviziei 4 Infanterie la toate luptele  desfășurate în Dobrogea, până la începutul anului 1917, când divizia este mutată pe frontul din Macedonia. Kiselov este avansat la gradul de general-locotenent, și va rămâne pe acest front până la sfârșitul războiului.

### După război
După terminarea războiului, Pantelei Kiselov a fost înaintat la gradul de General de infanterie, cel mai înalt grad militar din Armata Bulgariei, mutându-se cu familia la Sofia unde a murit în urma unui atac de cord, la 14 octombrie 1927.

## Decorații
- - Ordinul militar „Pentru Curaj” (Bulgaria)
- - Ordinul „Sfântul Alexandru”, clasa a IV-a, cu spade (Bulgaria)
- - Ordinul național „Meritul Militar”, clasa a V-a (Bulgaria)
- - Ordinul „Crucea de Fier”, clasa a I-a (Germania)
- - Ordinul „Crucea de Fier”, clasa a II-a (Germania)
- - Medalia Semiluna de Fier (Imperiul Otoman)
- Medalia Steaua Gallipoli (Imperiul Otoman)